# 테리 리브스

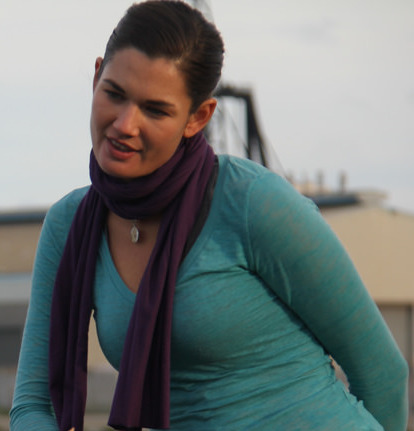

테리 리브스(Teri Reeves, 1981년 7월 14일 ~ )는 미국의 연극 배우, 영화배우, 텔레비전 배우이다.
샌프란시스코 베이 에어리어에서 태어났다.

## 방송
- 시카고 파이어 시즌1
- 제너럴 호스피털

## 영화
- 아일랜드 제로 (2018년) - 루시 역
- 블랙 사이트 델타 (2017년)
- 핫와이어 (2015년)
- 10년 계획 (2014년)
- 엑시투스 로마 (2012년) - 클라우디아 역
- 시카고 파이어 시즌1 (2012년)
- 고스트 앤 크라임 (2005년)
- 우리 생애 나날들 (1965년)